# Biển hồ Galilee
Biển hồ Galilee, cũng gọi là Biển hồ Genneseret, Hồ Kinneret hoặc Hồ Tiberias (tiếng Do Thái: ים כנרת), là một hồ nước ngọt lớn nhất ở Israel. Hồ có chu vi khoảng 53 km (33 dặm), chiều dài khoảng 21 km (13 dặm), chiều rộng khoảng 13 km (8 dặm), với diện tích tổng cộng là 166 km². Hồ có chiều sâu tối đa là 43 m. Hồ nằm ở độ sâu 209 mét dưới mực nước biển, là hồ nước ngọt thấp nhất trên Trái Đất và hồ thấp thứ nhì trên Trái Đất (sau Biển Chết, 1 biển hồ nước mặn).
Biển hồ Galilee nằm sâu trong Thung lũng tách giãn Lớn Jordan (Great Rift Valley), do sự tách biệt giữa Mảng châu Phi và Mảng Ả Rập, và được cung cấp nước một phần bởi các suối ngầm trong lòng đất, dù rằng nguồn nước chính của nó là sông Jordan, chảy qua đó từ bắc xuống nam. Bởi vậy, khu vực này thường bị động đất, và - trong quá khứ - có các hoạt động núi lửa. Bằng chứng là vùng này có nhiều đá basalt và các đá do lửa tạo thành khác.

## Tên gọi
Hồ thường xuất hiện trên các bản đồ và trong Tân Ước gọi là Hồ Galilee hoặc Hồ Tiberias (Phúc âm John 6:1), trong khi Cựu Ước gọi là Biển hồ Kinneret (Sách Dân số 34:11; Sách Joshua 13:27).
Tên hồ có thể phát xuất từ tiếng Do Thái kinnor ("đàn hạc" hoặc "đàn lia") vì hồ có dạng giống như một trong hai loại đàn trên. Các bản văn Kitô giáo gọi là Hồ Gennesaret (Phúc âm Lu-ca 5:1) hoặc Biển hồ Gennesaret theo tên vùng đồng bằng nhỏ phì nhiêu nằm ở bờ phía tây của hồ. Tiếng Ả Rập gọi là Buhairet Tabariyyaⓘ (بحيرة طبريا) nghĩa là Hồ Tiberias. Ngoài ra còn có các tên khác là Ginnosar, Hồ Gennesar, Biển hồ Chinneroth và Biển Tiberias (Roman).

## Thời cổ
Biển hồ Galilee nằm trên đường buôn bán Via Maris xưa, nối Ai Cập với các đế quốc miền bắc. Những người Hy Lạp, Hasmona và La Mã đã lập ra nhiều nơi định cư và các thành phố phồn thịnh trên vùng bờ hồ, trong đó có Gadara, Hippos và Tiberias. Sử gia Flavius Josephus ở thế kỷ 1 đã rất ấn tượng về vùng này, khi ông viết: "Người ta có thể gọi nơi này là tham vọng của Thiên nhiên" và ông cũng nói tới ngành đánh bắt cá thịnh vượng vào thời đó, với 230 thuyền chài lưới thường xuyên trên hồ.

## Thời Chúa Giêsu

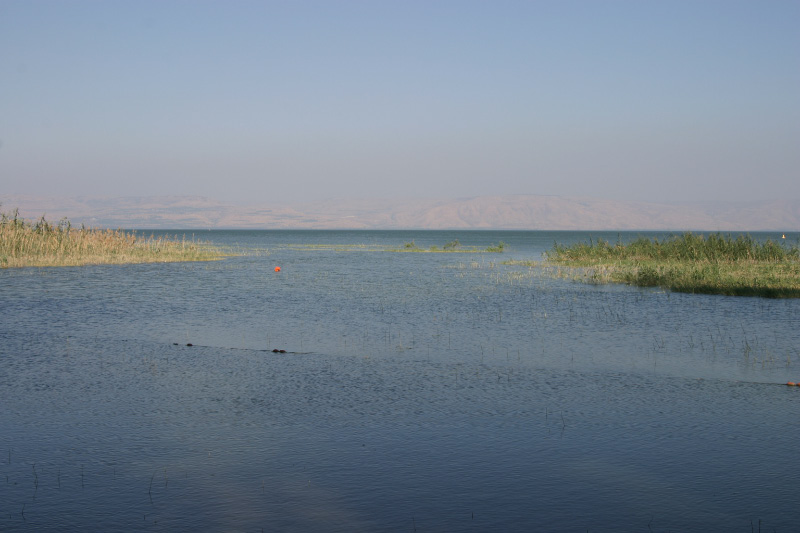
Biển hồ Galilee

Phần lớn hoạt động giảng đạo của Chúa Giêsu diễn ra trên vùng bờ hồ này. Thời đó có một dải làng mạc và nơi định cư liên tiếp chung quanh hồ với việc buôn bán thịnh vượng và chở thuyền trên hồ. Phúc âm Nhất lãm (Phúc âm Mark 1:14-20, Phúc âm Matthew 4:18-22 và Phúc âm Luca 5:1-11) đều mô tả cách Chúa Giêsu kêu gọi 4 tông đồ đầu tiên trong số 12 tông đồ trên bờ hồ này ra sao: các người chài lưới Phêrô cùng anh là Anrê và 2 anh em Gioan (Gioan) và Giacôbê.
Một trong các bài giảng nổi tiếng của Chúa Giêsu là Bài giảng trên núi, diễn ra trên một ngọn đồi trông xuống hồ. Nhiều phép lạ của Chúa Giêsu cũng diễn ra tại đây, trong đó có việc Chúa Giêsu đi trên mặt nước hồ, dẹp yên bão tố và việc biến vài chiếc bánh và mấy con cá thành nhiều để nuôi 5.000 người (tại khu Tabgha).
Năm 135 sau Công nguyên, cuộc nổi đậy thứ hai của người Do Thái chống lại người La Mã bị đè bẹp. Người La Mã trả đũa bằng việc đuổi các người Do Thái khỏi Jerusalem, do đó trung tâm văn hóa và học thuật của người Do Thái chuyển về cùng Kinneret, đặc biệt ở thành phố Tiberias. Chính tại vùng này là nơi soạn ra sách "Jerusalem Talmud".
Trong thời Đế quốc Byzantine, hồ này với nhiều ý nghĩa lớn về cuộc đời của Chúa Giêsu đã trở thành nơi hành hương lớn của các người Kitô giáo. Do đó có nhiều dịch vụ du lịch cùng nhiều quán trọ cho du khách. 

## Thời Trung cổ
Khi Đế quốc Byzantine mất quyền kiểm soát vùng này, thì tính chất quan trọng của hồ cũng suy giảm. Vùng này thuộc quyền kiểm soát của vua Hồi giáo Umayyad rồi sau đó là các đế quốc Hồi giáo. Ngoại trừ thành phố Tiberias, phần lớn các thành phố khác trong vùng dần dần bị bỏ rơi. Năm 1187, Saladin đánh bại các đội quân Thập tự chinh trong Trận Hattin, phần lớn là do ông ta đã cắt đứt được nguồn cung cấp nước ngọt cho quân Thập tự chinh từ hồ này.

## Thời hiện đại

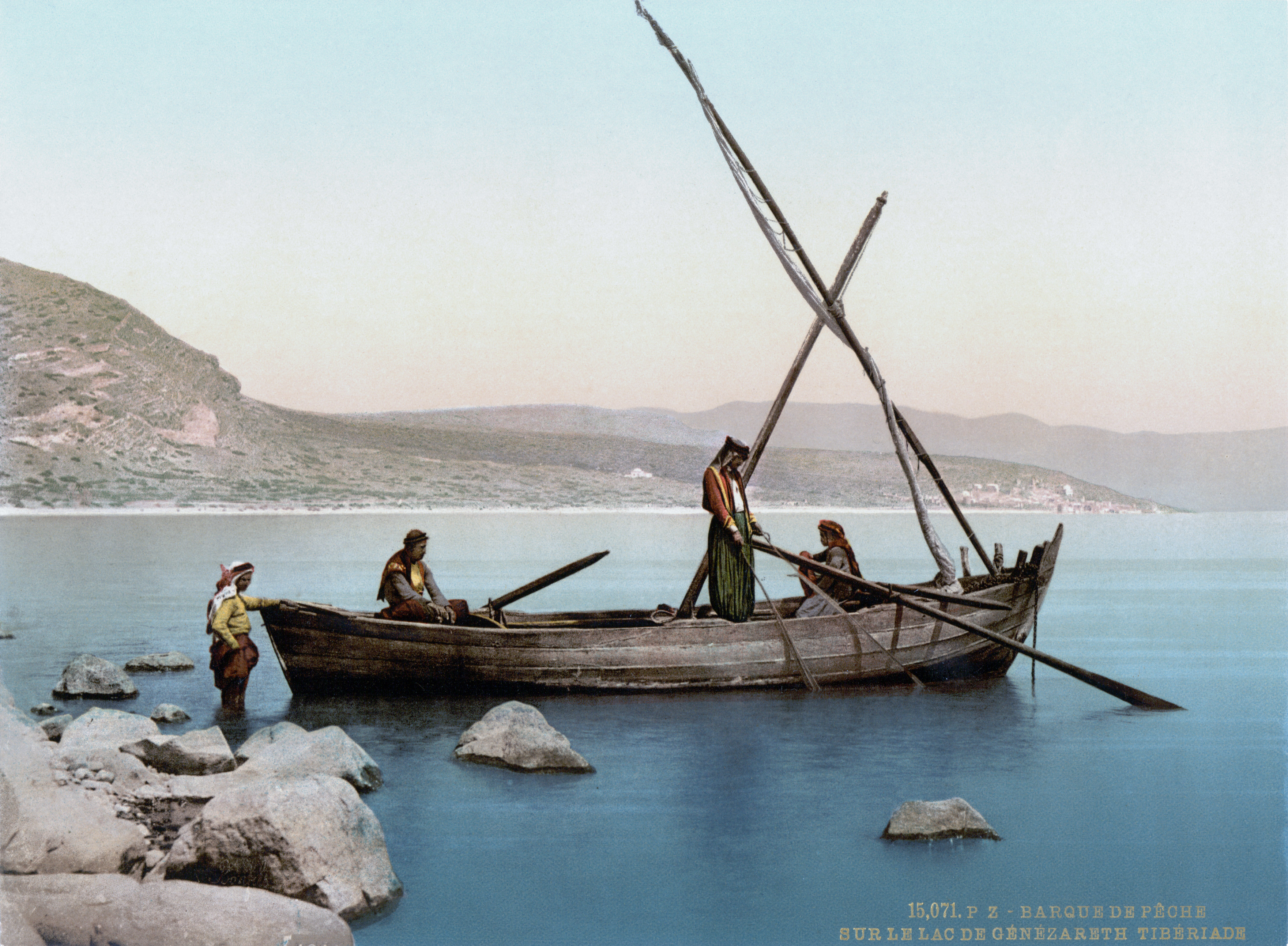
Các ngư dân trên Biển hồ Galilee, 1890-1900

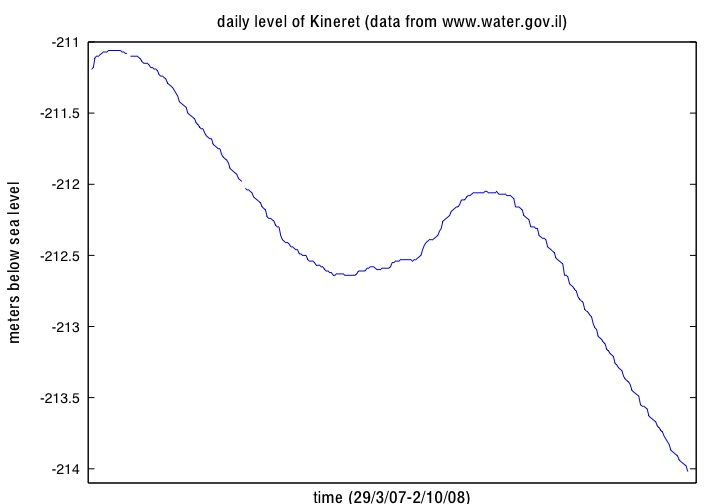
Mực nước năm 2007-2008

Năm 1909 các người tiên phong Do Thái đã lập ra một nông trường tập thể (kibbutz) ở Kvutzat Kinneret để huấn luyện cho các người Do Thái nhập cư về nghề nông. Sau đó, các người tiên phong ở Kinneret lập ra nông trường tập thể Degania. Kinneret đã là cái nôi của phong trào nông trường tập thể (Kibbutz) của chủ nghĩa Zionism, và cũng là nơi sinh của Naomi Shemer và nơi chôn cất nữ thi sĩ Rachel Bluwstein - 2 nhà thơ xuất chúng của Israel.
Lời mở đầu việc Ủy trị của Hội Quốc Liên. Lưu trữ ngày 21 tháng 4 năm 2016 tại Wayback Machine đòi các Lực lượng Đồng minh chính phải ấn định biên giới. Năm 1923 một thỏa hiệp giữa Vương quốc Anh và Pháp, lập ra biên giới giữa Palestine dưới quyền ủy trị của Anh và Syria dưới quyền ủy trị của Pháp. Người Anh trao vùng nam Cao nguyên Golan cho người Pháp, đổi lại lấy miền bắc Thung lũng Jordan. Biên giới được vẽ lại nên cả hai bờ sông Jordan và Biên hồ Galilee, kể cả một dải rộng 10 mét dọc bờ đông bắc của hồ thuộc phần Palestine  với các điều quy định sau: 
- Mọi quyền sử dụng nước sông Jordan hiện hữu của dân Syria được giữ nguyên.
- Chính phủ Syria có quyền lập bến tàu mới tại Semakh trên Hồ Tiberias hoặc có quyền sử dụng bến tàu hiện hữu.
- Các người và hàng hóa qua bến tàu hiện hữu hoặc mọi bến tàu trong tương lai trên Hồ Tiberias và Trạm Semakh sẽ không chịu thêm thuế quan hoặc quy định nào như khi vào lãnh thổ Palestine. Syria có quyền tới các bến tàu nói trên.
- Người dân Syria và Liban cũng có quyền đánh bắt cá và lưu thông trên các Hồ Huleh và Hồ Tiberias cũng như trên sông Jordan giữa các hồ nói trên như người Palestine, nhưng chính phủ Palestine phải có trách nhiệm giữ an ninh trật tự trên các hồ này.[7]

Hệ thống dẫn nước quốc gia của Israel được xây dựng năm 1964, dẫn nước từ hồ này tới các trung tâm dân cư của Israel, và là nguồn cung cấp nước ngọt chính cho cả nước. Israel cũng cung cấp nước ngọt từ hồ này cho Jordan (dưới các điều khoản của Hòa ước Israel-Jordan). Ví nhu cầu nước ngọt ngày càng tăng cao và một số mùa đông khô khan đã dẫn tới việc mực nước hồ bị xuống thấp nhiều.
Ngày nay, kỹ nghệ du lịch lại trở thành hoạt động kinh tế quan trọng trong vùng Kinneret. Nhiều cảnh lịch sử và tinh thần chung quanh hồ, đặc biệt thành phố chính Tiberias của vùng, được hàng triệu du khách tới thăm hàng năm. Các hoạt động kinh tế khác gồm nông nghiệp, nhất là trồng chuối ở dải đất phì nhiêu quanh hồ và việc đánh bắt cá trên hồ.
Điểm thu hút du khách chính ở Kinneret, là nơi dòng nước từ hồ chảy vào sông Jordan. Hàng năm, hàng ngàn khách hành hương trên khắp thế giới tới đây để được tái rửa tội ở dòng nước này.

## Hệ thực vật và động vật

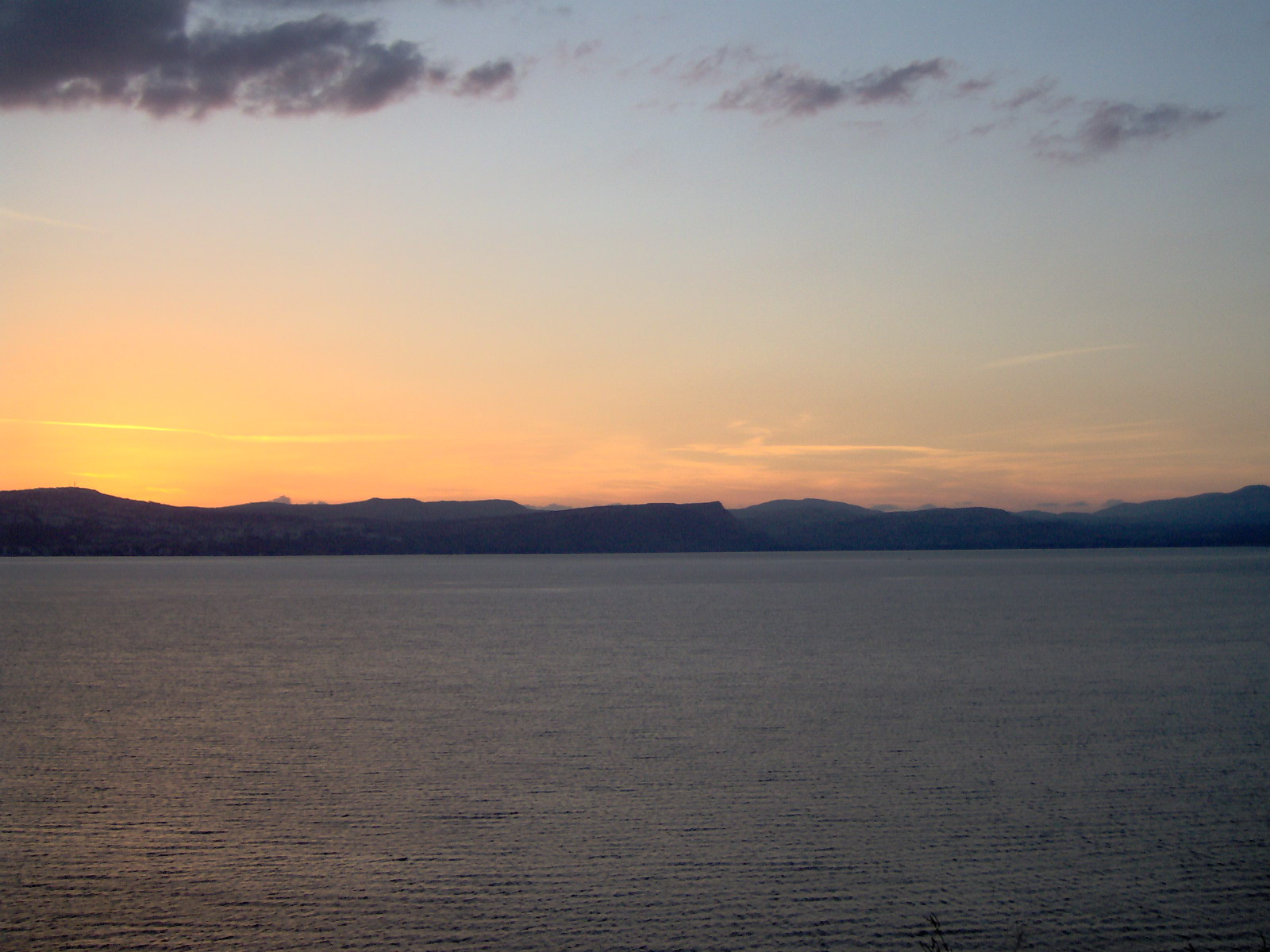
Hoàng hôn trên Biển hồ Galilee

Nhờ nước ấm ở biển hồ Galilee, nhiều quần thực vật và động vật đã phát triển mạnh. Về quần thực vật, có các bãi lau sậy khắp quanh hồ, cùng các loại thực vật phù du. Về quần động vật, có các loài động vật phù du, sinh vật đáy cũng như quần thể cá, nhất là cá rô Phi (Tilapiini) (người địa phương gọi là cá thánh Phêrô).

## Các tranh mô tả
- Bích họa Le Christ sur la mer de Galilée (1305) của Giovanni Lanfranco ở nhà thờ thánh Phêrô tại Roma.
- Tranh ghép mảnh La Navicella của Giotto ở sân trong của Nhà thờ thánh Phêrô cổ ở Roma.
- Tranh Le Christ sur le lac de Génésareth của Eugène Delacroix ở Walters Art Museum tại Baltimore.
- Tranh Prédication du Christ sur le lac de Génésareth (1863) của Alfred Bellet du Poisat ở Musée de Brou tại Bourg-en-Bresse.
- Tranh Au lac de Tibériade (1888) của Vasilii Dmitrievitch Polénov ở Viện Bảo tàng quốc gia Tretiakov tại Moskva.